# 云州文笔塔
云州文笔塔位于云南省临沧市云县爱华镇爱华社区瓶罐窑村火石山顶，建于清乾隆四十七年（1782年），是一座八级方形密檐式实心砖塔，高17.1米。塔基为红砂石，边长约2.5米。第一级塔身嵌有碑刻。第二级至第八级塔身四面均设龛洞。塔刹为铜质葫芦形宝瓶，四角悬铜铃。光绪年间遭雷击受损。文革期间，塔基石块被挪作他用。1983年，云县人民政府拨款维修。2024年再次维修。2006年6月6日公布为第二批临沧市文物保护单位。